# 石丸元章
石丸 元章（いしまる げんしょう、本名：石丸 元章（いしまる もとあき）、1965年8月9日 - ）は日本のライター・作家・ラジオDJである。
曽祖父は石丸梧平（1886年 - 1969年、作家・評論家、「不二」新聞文藝部主任）。

## 来歴・人物
千葉県出身。巣鴨高等学校卒業、法政大学経済学部中退。奔放な作風から、ゴンゾ（ならず者の意）ジャーナリストとも呼ばれる。
CBCラジオ『未来派ラジオ 電波デリック』で第三十一回ギャラクシー賞奨励賞受賞、ほか『メディアキング電波ファイター』、bayfm『クラブ◎（にじゅうまる）』、FM-FUJI『SUPER FREAK SUNDAY』など多数のラジオでパーソナリティをつとめる。
1983年、巣鴨高校在学中から、ミニコミ誌などに寄稿。「中森明夫、野々村文宏、田口賢司」の「新人類三人組」に続く、「新・新人類」というキャッチコピーを、宅八郎、菅付雅信との3人でつけられかける。
また、『ポップティーン』誌のライター時代に、編集部と結託して、読者投稿にあった人面犬の話に創作を加えて誌上で広めたのが人面犬ブームの発祥であると、『クイック・ジャパン』創刊準備号において報告している。
1990年頃よりライターとして日本の薬物事情やジャンキー（薬物依存者）を取材していたが、取材の過程で次第に自身も覚醒剤使用に溺れるようになっていく。1995年9月に覚せい剤取締法違反で現行犯逮捕。同年12月に懲役1年6月執行猶予4年の判決を受ける。一連の騒動を描いた、私小説的ノンフィクション『スピード』（文春文庫）がベストセラーとなる。
元モデルのoka-changと結婚するも（知り合ったその日に求婚し半年後に結婚）、離婚。
ボディービルダーでもあり、150キログラムをベンチプレスで持ち上げるという。

## 著書
ジャンキーとしての私的な生活を描いたノンフィクション小説『SPEED スピード』『アフター・スピード』（文春文庫）で脚光を浴びる。以後、『en-taxi』『新潮』『文學界』などの文芸雑誌で、小説や記事の執筆を行っている。
- 『ウワサを追いこせ! 未確認アイドル流言報告』JICC出版局 宝島collection　1989
- 『ウワサを追いこせ! 1991』飛鳥新社 1991
- 『ウワサを追いこせ! 1993』飛鳥新社 1993
- 『スピード』飛鳥新社 1996　のち文春文庫
- 『アフター・スピード 留置場→拘置所→裁判所』飛鳥新社 1997　のち文春文庫
- 『平壌ハイ』飛鳥新社 1999　のち文春文庫
- 『神風』飛鳥新社 2001　のち文春文庫
- 『フラッシュバック・ダイアリー』双葉社 2002
- 『Fiction!　フィクション!』扶桑社、2004　のち文春文庫
- 『Deeps』 双葉文庫 2005
- 『ザ・インターネット』小学館 Sabra books　2006
- 『覚醒剤と妄想 ASKAの見た悪夢』コアマガジン 2017 (ISBN 978-4866530222)
- 『ヴァイナル文學選書』雑司ヶ谷篇『霊園にて ー bpm198』東京キララ社 2018
- 『ヴァイナル文學選書』新宿歌舞伎町篇『聖パウラ』東京キララ社 2018

### 共著
- 『知的C級生活のすすめ』北山保,根本敬,唐沢俊一,下関マグロ,見沢知廉共著 メディアワークス 1998
- 『知的D級生活のすすめ』唐沢俊一,根本敬,見沢知廉,大槻ケンヂ,下関マグロ,松尾スズキ共著 メディアワークス 1999
- 『生涯不良 師弟問答』角川春樹共著 マガジン・マガジン 2009
- 『男の教養 トンカツ放談』福田和也共著 ベストセラーズ 2010
- 『不謹慎 酒気帯び時評50選』坪内祐三, 福田和也著 石丸構成 扶桑社 2012
- 『ヴァイナル文學選書』新宿・BERG篇『ベルクの風景』写真：迫川尚子 東京キララ社 2020

### 翻訳
- ハンター・S.トンプソン『ヘルズエンジェルズ』リトルモア 2011

## 出演

### 映画
- YARIMAN HUNTER（2022年11月25日公開、モダンフリークス、企画・原案:横須賀歌麻呂） - R-18指定[1][2][3]